# Probaryconus dubius
Probaryconus dubius är en stekelart som först beskrevs av Nixon 1931.  Probaryconus dubius ingår i släktet Probaryconus och familjen Scelionidae. Inga underarter finns listade i Catalogue of Life.